# John Lannan
Ne pas confondre avec John Lennon.
John Lannan (né le 27 septembre 1984 à Long Beach, New York, États-Unis) est un ancien lanceur gaucher de la Ligue majeure de baseball.

## Carrière

### Nationals de Washington

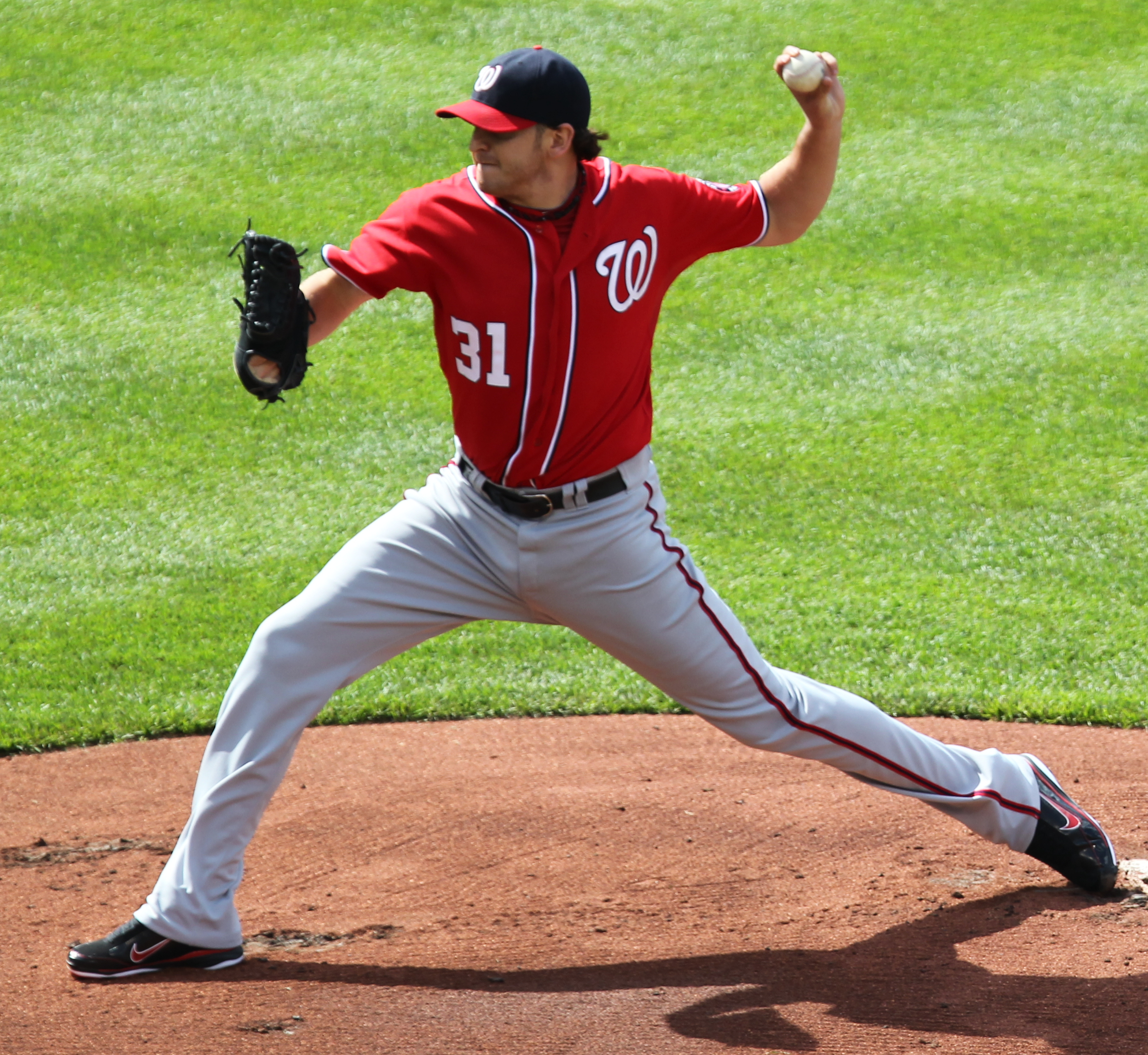
Le gaucher John Lannan au monticule en 2011 pour les Nationals.

John Lannan est drafté par les Nationals de Washington au 11e tour du repêchage de 2005. Après avoir évolué en ligues mineures pour les Expos du Vermont en 2005 et les Sand Gnats de Savannah en 2006, sa progression vers la Ligue majeure fait un bond en 2007 : après avoir remporté 6 victoires consécutives pour les Nationals de Potomac (en classe A+), il est promu dans le AA chez les Senators d'Harrisburg puis dans le AAA chez les Clippers de Columbus. Auteur d'une fiche de 12-3 avec une moyenne de points mérités de 2,31 avec ces 3 clubs, il obtient en 2007 un rappel avec les Nationals de Washington.
Lannan effectue sa première présence et son premier départ dans les majeures le 26 juillet 2007 à Philadelphie contre les Phillies. À la 5e manche de ce match, il atteint Chase Utley à la main avec un lancer. Ce dernier se retrouvera sur la liste des joueurs blessés, avec une main cassée. Le frappeur qui succède à Utley, Ryan Howard, est aussi atteint par un tir et l'arbitre Hunter Wendelstedt expulse Lannan de la partie. Le manager des Nationals, Manny Acta, conteste la décision de l'officiel et est expulsé du match à son tour. Lannan est le 5e joueur expulsé d'une rencontre de la MLB à son tout premier match en carrière, le premier lanceur partant expulsé à son premier départ dans les majeures, et le premier joueur débutant à subir un sort semblable depuis Aaron Boone, de Cincinnati en 1997,.
À son second départ, Lannan remporte sa première victoire en carrière, le 1er août face aux Reds de Cincinnati. Il complète sa première saison avec une fiche de 2 victoires et 2 défaites en 6 parties jouées.
En 2008 et 2009, Lannan est le partant #1 des Nationals. Il effectue 31 et 33 départs respectivement avec des équipes de dernière place qui encaissent plus de 100 défaites par année. En 2009, il amorce d'ailleurs le match d'ouverture de la saison des Nats contre les Marlins. Il présente des dossiers victoires-défaites de 9-15 et 9-13 malgré des moyennes de points mérités inférieures à 4,00 lors de ces deux saisons. 
Il lance son premier match complet le 6 juin 2009 face aux Mets de New York alors que les Nationals l'emportent 7-1 et réussit son premier blanchissage en carrière dans un gain de 4-0 sur les Mets le 21 juillet de la même année.
En 2010, il est également le partant des Nationals au match d'ouverture de la saison. Il remporte 8 victoires contre 8 défaites durant cette saison mais sa moyenne de points mérités fait un bond et atteint 4,65 en 25 départs. Après une très mauvaise séquence en juin, il est rétrogradé temporairement aux ligues mineures où, au niveau Double-A chez les Senators d'Harrisburg, il peut travailler avec l'instructeur des lanceurs Randy Tomlin, qui l'avait beaucoup aidé plus tôt dans sa carrière.
En 2011, Lannan remporte 10 victoires pour la première fois de sa carrière. Malgré une fiche perdante avec 13 défaites, il est le lanceur des Nationals qui remporte le plus grand nombre de parties. Il abaisse sa moyenne de points mérités à 3,70 en 184 manches et deux tiers lancées en 33 départs.
Les Nationals ayant de bons lanceurs (Stephen Strasburg, Gio Gonzalez, Jordan Zimmermann, Edwin Jackson) en abondance pour la saison 2012, Lannan est cédé aux ligues mineures. Il est rappelé par les Nats et effectue son premier départ de la saison le 21 juillet contre Atlanta. En 6 départs pour Washington en 2012, il remporte 4 victoires contre une défaite avec une moyenne de points mérités de 4,13 en 32 manches et deux tiers de travail.

### Phillies de Philadelphie
Après 7 saisons pour Washington, Lannan rejoint les Phillies de Philadelphie pour qui il amorce 14 matchs en 2013. Sa moyenne de points mérités de 5,33 en 74 manches et un tiers de travail est sa plus élevée en carrière. Il remporte 3 parties et encaisse 6 défaites.

### Mets de New York
Lannan rejoint pour 2014 les Mets de New York et est à l'entraînement de printemps l'un des candidats à un poste de lanceur partant. Il amorce cependant la saison dans l'enclos de relève des Mets, pour qui il n'apparaît que 5 fois pour ensuite passer l'année en ligues mineures.

### Rockies du Colorado
En novembre 2014, Lannan signe un contrat des ligues mineures avec les Rockies du Colorado. Il ne joue qu'en ligues mineures, sans grand succès, en 2015 avec les Isotopes d'Albuquerque et n'est jamais rappelé par les Rockies.

### Royals de Kansas City
Lannan signe un contrat avec les Royals de Kansas City le 15 décembre 2015.